# 清水正己
清水 正己（しみず まさみ、1953年1月17日 - ）は日本のクリエイティブディレクター・アートディレクター・グラフィックデザイナー。長野県佐久市出身。広告・雑誌・書籍・ロゴ制作などの第一人者。清水正己デザイン事務所代表。

## 略歴
1975年、多摩美術大学美術学部グラフィックデザイン科卒業。
1979年、流行通信社に入社し、デザインチームを率いる。
1985年に『STUDIO VOICE（スタジオ・ボイス）』でエディトリアルデザインADC賞を受賞。
1986年に独立し清水正己デザイン事務所を設立。広告・エディトリアルデザイン・ポスター・ロゴ制作などで数々の賞を受賞。その後もクリエイティブディレクター、アートディレクター、グラフィックデザイナーとして、数多くの作品を生み出す。
2024年3月27日〜4月2日、スパイラルガーデン（東京・青山）にて初の個展『清水正己 カルチャー誌デザイン展 "されど雑誌たち”』を開催。
2024年4月12日〜14日アフター展覧会として『立ち読み喫茶清水』をJINNAN HOUSE地下1階ギャラリー diggin studio にて開催。

## 賞歴
- ADC賞（1985年）-『STUDIO VOICE』エディトリアルデザイン
- ADC賞（1986年）‐『注文の多い写真館』ポスター
- ADC賞（1986年）-「ＲＵＮ　ＲＵＮ　ＲＵＮ」エディトリアルデザイン
- NY ADC賞／MERIT AWARD（1987年）-『注文のおおい写真館』ポスター
- フジサンケイグループ広告大賞（1987年）‐日産「セフィーロ」
- NY ADC賞／MERIT AWARD（1988年）-西友「ふたつとない」ポスター
- クリオ賞／ファイナリスト賞（1988年）-サントリーオールド「このくらい贅沢がいい」雑誌広告シリーズ
- 日本雑誌広告賞／金賞（1988年）-サントリーオールド「このくらい贅沢がいい」雑誌広告シリーズ
- パッケージ　通産大臣賞（1997年）-資生堂「ミネラルウォーターシャンプー」
- 日本雑誌広告賞／金賞（1999年）-オンワード「２３区」雑誌広告
- 読売広告賞／特別賞（2001年）-日立家電事業広告「デジクマシリーズ」
- 読売広告賞／金賞（2002年）-日立家電事業広告「動物シリーズ」
- 日経トレンディー広告賞／優秀賞（2002年）-ヒュンダイ雑誌広告
- 日経広告賞／優秀賞（2003年）-新日本石油企業広告「赤いシリーズ」新聞広告
- 朝日新聞広告賞／優秀賞（2003年）-新日本石油企業広告「赤いシリーズ」新聞広告
- 日経広告賞／優秀賞（2004年）-新日本石油企業広告「サルファフリー」新聞広告
- 経済産業省商務情報政策局長賞（2005年）-住友林業「コンセプトブック」
- 日本雑誌広告賞／銀賞（2006年）-住友林業「企業広告」雑誌広告シリーズ
- 日経広告賞／環境広告賞・環境大臣賞（2007年）-住友林業「企業広告」新聞広告
- 日本雑誌広告賞／部門金賞（2008年）-長谷工コーポレーション「美しい現場」雑誌広告（幕張）
- 日経広告賞／Ｅ部門　準部門賞（2008年）-住友林業「企業広告」新聞広告
- 日経ＢＰ賞／ライフスタル局優秀広告賞優秀賞（2009年）-長谷工コーポレーション「美しい現場」企業広告シリーズ
- 第50回造本装幀コンクール  日本印刷産業連合会会長賞（2016年）-東京手仕事「ブランドブック」

## エディトリアル

### 雑誌
- 『STUDIO VOICE』（流行通信社）1979〜1985年
- 『X-MEN』（流行通信社）1984〜1985年
- 『INFAS』（流行通信社）1984〜1985年
- 『ROCKIN’ON JAPAN』（ROCKIN’ON）1986〜1990年
- 『Cut』（ROCKIN’ON）1990〜1993年
- 『PLANT SCIENCE TOMORROW』表紙デザイン、1990〜1992年
- 『Esquire日本版』（エスクァイア・ジャパン）Vol.8、vol.9、1995年
- 『an』（学生援護会）表紙デザイン、1995〜1998年
- 「月刊」シリーズ（新潮社）　1998〜2010年
- 『UP DATE girls』［ぴあMOOK］Vol.1、Vol.2、2015年
- 『WE/』（POLA、フリーペーパーマガジン）　2017〜2020年
- 『FILT』（株式会社リョウマ、フリーペーパー＆Webマガジン）　2012年〜現在

### 単行本
- 坂田栄一郎『注文のおおい写真館』（装幀・構成）、流行通信、1985年
- フェリックス・ガタリ、平井玄、浅田彰、竹田賢一、ラジオ・ホームラン『東京劇場　　ガタリ、東京を行く』（装幀）、UPU、1986年
- 大沢周子『たったひとつの青い空』（装幀）、文藝春秋、1986年
- 立松和平『ヤポネシアの旅』（装幀）、主婦の友社、1986年
- 猪瀬直樹『ノンフィクション宣言』（アートディレクション）、文藝春秋、1988年
- 『ON PAPER GALLERY　II MAN AND NATURE』（アートディレクション）、アクアプラネット発行、リブロポート、1990年
- 江口寿史『ILLUSTRATIONS　H』（装幀・構成）、双葉社、1991年
- 村上龍『セビロとルージュと秘密の手紙』角川文庫（アートディレクション）、角川書店、1992年
- 『PLANET SCIENCE TOMORROW No.8』（デザイン）、Planet Science Tomorrow刊行会、1993年
- 尾崎豊『永遠の愛と孤独』（清水の別会社「ジェム」名義にて装幀）、学習研究社、1995年
- 大友康平『A(C)LIAR　限定版』（アートディレクション）、新潮社、2000年
- 伴田良輔編『恋する写真』（アートディレクション）、マガジンハウス、2002年
- 佐藤優『右肩下がりの君たちへ』（装幀）、ぴあ、2016年
- 東京手仕事「ブランドブック」No.1〜No.5（装幀）、東京都中小企業振興公社、頒布品、2015〜2019年

## アドバタイジング（広告）
- 住友林業「きこりんキャラクターを使った企業広告」（2005〜2012年）
- 環境省「みんなで止めよう地球温暖化キャンペーン」 チーム−6％プロジェクト（2005年〜）
- トヨタ自動車「チェイサー」「カローラ」（1992年）
- オンワード樫山「23区」「自由区」「SUIVI」（1990年〜）
- ソニー「QUALIAシリーズ」「ピングーキャンペーン」「Liberty」「pixy」
- ポーラ「ホワイティシモ」「ホワイトショット」「B.A」 他
- 新日本石油ENEOS「企業広告赤いシリーズ」「エネオスキャンペーン」
- 日本信販「NICOS」
- HITACHI「ホーム＆ライフソリューション デジクマシリーズ」「企業広告シリーズ」
- NTT-ME「企業広告シリーズ」
- キリン「ラガービール」「秋味」「一番搾り」「一番搾りスタウト」
- サッポロ「黒ラベル」「冬物語」
- サントリー「サントリーオールドウイスキー雑誌広告シリーズ」「冴」
- 資生堂「ミネラルウォーターのシャンプー」「スーパーマイルドシャンプー」他
- ダイハツ「ミゼット」
- 日産自動車「ラシーン」「セフィーロ」「ブルーバード」
- 日本テレコム「OK！キャンペーン」
- PARCO 「年間キャンペーン」（1987年）
- VIVRE「年間キャンペーン」「ギフト・催事キャンペーン」（1992〜2002年）
- コーセー「ボーテドコーセー　エスプリーク（スーパーモデル　ジャマ・ルイーズワード）」
- ワコール「グラッピー」
- 長谷工「美しい現場　企業広告」
- クラシエ「企業広告シリーズ」「ナイーブ」
- 三菱電機「Miteシリーズ」
- 西武百貨店（現・株式会社そごう・西武）「お中元・お歳暮・クリスマス広告」
- 日本テレコム「日本一しゃべる男が選んだシリーズ」
- マイカルSATY「企業広告シリーズ」「催事広告」
- 日野自動車「企業広告シリーズ」
- 住友ゴム「企業広告シリーズ」
- マルマン「MAJESTY」

## ロゴ&マーク

### 雑誌ロゴタイプ
- 『STUDIO VOICE』
- 『INFAS』タイトル
- 『CUT』タイトル
- 『Rockin’on JAPAN』タイトル
- 『FILT』
- 『WE/』

### 企業ロゴタイプ
- 東京手仕事（東京都中小企業振興公社）
- MOCCA（住友林業木化事業ロゴ）
- チーム−6％（環境省のみんなで止めよう温暖化キャンペーン）ロゴとマーク
- 5月12日は看護の日（日本看護協会）
- Quattro（PARCO）
- 銀座NAGANO（長野県のショップとシェアスペース）ロゴとマーク
- Simply BOLD（コニカミノルタ）
- 不二才リニューアル（佐多宗二商店）
- AKAYANEシリーズ　赤屋根製造所（佐多宗二商店）
- ナイーブ（Kracie）商品ロゴ

### キャラクター
- きこりん（住友林業）　今も活躍中[5]
- ナイーブ・ボタニカルズ（Kracie）
- ホワイト・ベア（日立ホーム＆ライフソリューションズ）（HITACHI）

## ポスター・パンフレット

### 劇場
- Hamlet（日生劇場）1990年
- 奇跡の人（日生劇場）1987年
- キネマの天地（日生劇場）1986年
- ちいさき神の作りし子ら（サンシャイン劇場）1989年
- ラジカル・カジバリビンバ・システム（シティボーイズ・ショー）1985年
- Budweiser Newport Jazz Festival in 斑尾 ポスター、1986年、1988年

### 映画
- 『バースデイプレゼント』（フジテレビジョン＆東宝）ポスター、1995年

### コンサート
- 今井美樹ツアー '93 ポスター
- 谷村新司リサイタル '86 ポスター
- 上月晃リサイタル '93 ポスター
- マハラティーニ＆マホテラ・クイーンズ コンサート ポスター
- 宇都宮隆Tour'98 ポスター

### 展覧会
- 『江口寿史展』ポスター（心斎橋PARCO、1991年）
- 『カート・マーカス写真展』ポスター（PARCOギャラリー、1989年）
- 『TOKYO URBANART COMPETITION １９９２ 優秀作家展』（渋谷パルコ、１９９２年）ポスター
- 『Good Living show'96』ポスター（東京晴海）

## デザインについての発言
- 「本質とか、精神とかが奥にある表現に挑んでみたい。カッコよい、きれい、アートっぽい、ではもう感じない」[6]
- 「表現するときのあの手この手の方法論でスタイルや変化を求めるものより、直球でズバッと行く方がこの混雑な現在には伝わります。そこには小手先の“ワザ”はいりません」[7]
- 「将来こうしようとかは考えていません。ただ、いいものをつくっていきたいと思っています。いいものをつくった時の快感が一番ですからね」[8]
- 「デザイナーとしてのちょっと違った筋肉をつかう手作業を絶対残してなきゃいけないと思うんだ」[9]
- 「表紙が顔だとしたら、目次にはその本の性格の善し悪しが出てきます」[10]
- 「何があっても、どこかでいつもこだわり続けていたいのが、アートである」[11]
- 「人を楽しませたり、わくわくさせたり、きれいにさせるため、どんなビジュアル的アイデアが出せるか。誰も考え付かないことができるかどうか。それが勝負の分かれ目ですね」 [12]